# Familientelefonanlage
Die Familientelefonanlage (FTA, zuerst als Familientelefon vermarktet, postintern als Heimtelefonanlage bezeichnet) war eine Telekommunikationslösung, die in den 1980er Jahren von der Deutschen Bundespost für Privathaushalte angeboten wurde. Technisch betrachtet war es eine Serie kleiner Telefonanlagen für bis zu fünf Nebenstellen und maximal zwei Amtsleitungen.

## Hintergrund
Datendienste wie Internet waren zu dieser Zeit noch nicht bedeutsam. Die Familientelefonanlage sollte einerseits interne Gespräche ermöglichen, andererseits den Doppelanschluss (zwei Amtsleitungen) für größere Personengruppen nutzbar machen. Die damals angebotenen Lösungen mit „Nebenapparaten“ waren gegenüber heutigen Systemen (wie ISDN-Telefonanlagen oder DSL-Router) vergleichsweise unflexibel. Zielgruppe waren daher größere Haushalte (bezogen auf die Personenanzahl oder auch die Größe der Wohnung) sowie Kleingewerbe mit bis zu fünf Nebenstellen.

## Aufbau und Typen
Die Familientelefonanlage bestand aus einer elektronischen Zentraleinheit, ungefähr von der Größe eines dicken Buches, die Zugang zum Telefonanschluss sowie einen 220-V-Netzanschluss benötigte. Es gab immer eine „Hauptstelle“ (auch als „Abfragestelle“ bezeichnet) und bis zu vier weitere „Nebenstellen“. Alle Telefone wurden jeweils analog über zwei Adern angebunden. Somit konnten, im Gegensatz zu den bis dahin üblichen Telefonanlagen, gewöhnliche Telefone ohne Erdtaste als Haupt- und Nebenstellenapparate verwendet werden. Die Familientelefonanlagen wurden in „Regelausstattung“ ausgeliefert, erweiterte Leistungsmerkmale der „Ergänzungsausstattung“, welche von anderen (teureren) Telefonanlagen angeboten wurden, waren nicht vorgesehen. Außerdem war die mögliche Anschlusslänge der Nebenstellenleitungen auf eine Kabellänge von ca. 170 m bei einem Aderndurchmesser von 0,6 mm beschränkt.
| Bezeichnung | Typ    | Abmessungen B × H × T in cm | Hersteller                                                | Amtsleitungen | Hauptstellen | Nebenstellen | weiteres                                                               |
| ----------- | ------ | --------------------------- | --------------------------------------------------------- | ------------- | ------------ | ------------ | ---------------------------------------------------------------------- |
| HTA 1/4     | 121(A) | 16,4 × 22,6 × 8,1           | Entwicklungsgruppe Nord: BOSSE TELEFONBAU, elmeg, Hagenuk | 1             | 1            | 4            | Anschlussmöglichkeit für Tür-Freisprecheinrichtung und externen Wecker |
| HTA 1/4     | 122    | 20,5 × 21,8 × 6,4           | Entwicklungsgruppe Süd: Siemens, Merk, TeKaDe             | wie Typ 121   | wie Typ 121  | wie Typ 121  | wie Typ 121                                                            |
| HTA 1/4     | 123    | 18 × 24 × 10                | SEL                                                       | wie Typ 121   | wie Typ 121  | wie Typ 121  | wie Typ 121                                                            |
| HTA 1/4     | 124    |                             |                                                           | wie Typ 121   | wie Typ 121  | wie Typ 121  | wie Typ 121                                                            |
| HTA 1/4     | 125    | 18 × 25 × 12                | SEL                                                       | wie Typ 121   | wie Typ 121  | wie Typ 121  | wie Typ 121                                                            |
| HTA 1/4     | 126    | 16,4 × 22,6 × 8,1           | Entwicklungsgruppe Nord: BOSSE TELEFONBAU, elmeg, Hagenuk | wie Typ 121   | wie Typ 121  | wie Typ 121  | wie Typ 121                                                            |
| FTA 2/4     | 131    |                             |                                                           | 1 oder 2      | 1            | 4            | Anschlussmöglichkeit für Tür-Freisprecheinrichtung und externen Wecker |
| FTA 2/4     | 133    | 18 × 24 × 12                |                                                           | wie Typ 131   | wie Typ 131  | wie Typ 131  | wie Typ 131                                                            |
| FTA 2/4     | 137    | 20 × 21 × 8,5               |                                                           | wie Typ 131   | wie Typ 131  | wie Typ 131  | wie Typ 131                                                            |

Heimtelefonanlage Typ 121
Frontansicht
Seitenansicht mit Typenschild
Rückseite mit Anschlussleiste
Anlagenplatine

Familientelefonanlage Typ 137
Frontansicht
Seitenansicht mit Typenschild
Anlagenplatine

## Leistungsmerkmale
- Anschlussmöglichkeit für bis zu fünf Nebenstellen
- 1 oder 2 Amtsleitungen (von der Bundespost als Doppelanschluss vermarktet)
- Interne Gespräche
- Makeln zwischen internen und externen Gesprächen
- Annahme von externen Anrufen an beliebigen Nebenstellen
- Weitergabe von Anrufen an andere Nebenstellen
- Anschluss einer Türfreisprechanlage inklusive Türöffnen von jeder Nebenstelle
- Nutzung einer einzelnen Nebenstelle auch bei Stromausfall

## Kosten
Kostenaufstellung für die Einrichtung und die Miete einer Familientelefonanlage Stand Juni 1981:
- Der Anschluss einer posteigenen (gemieteten) Familientelefonanlage kostete einmalig 80 DM.
- Der Anschluss der Sprechstellen kostete je Sprechstelle einmalig 40 DM.
- Die laufende Gebühr für die FTA inkl. zwei Sprechstellen betrug 25 DM monatlich oder einmalig 1070 DM, dann betrug die monatliche Gebühr 4 DM.
- Für die dritte bis fünfte Sprechstelle betrug die monatliche Gebühr je 1,90 DM.
- Die Tür-Freisprechanlage kostete monatlich 10 DM oder einmalig 560 DM.

## Wirtschaftliches Scheitern
Trotz der für die damalige Zeit umfangreichen Leistungsmerkmale konnte sich die Familientelefonanlage nicht durchsetzen und wurde nach 1990 wieder aus dem Angebot genommen. Hauptgrund dafür dürfte der Preis gewesen sein: Die Hardware einer voll ausgebauten Familientelefonanlage hatte damals einen Marktpreis zwischen 1000 und 1500 DM (je nach verwendeten Endgeräten). Durch das Endgerätemonopol der Bundespost mussten diese jedoch komplett von dieser gemietet werden; je nach Endgeräten war hier rasch eine Monatsmiete von 100 DM erreicht (das billigste Telefon mit Wählscheibe kostete 2,30 DM pro Monat, das schnurlose Telefon der Serie Sinus kostete 120 DM). Dazu kamen die Kosten für die Zentraleinheit, den eigentlichen Anschluss und Gesprächsgebühren.